# Liste der Orte in Colorado

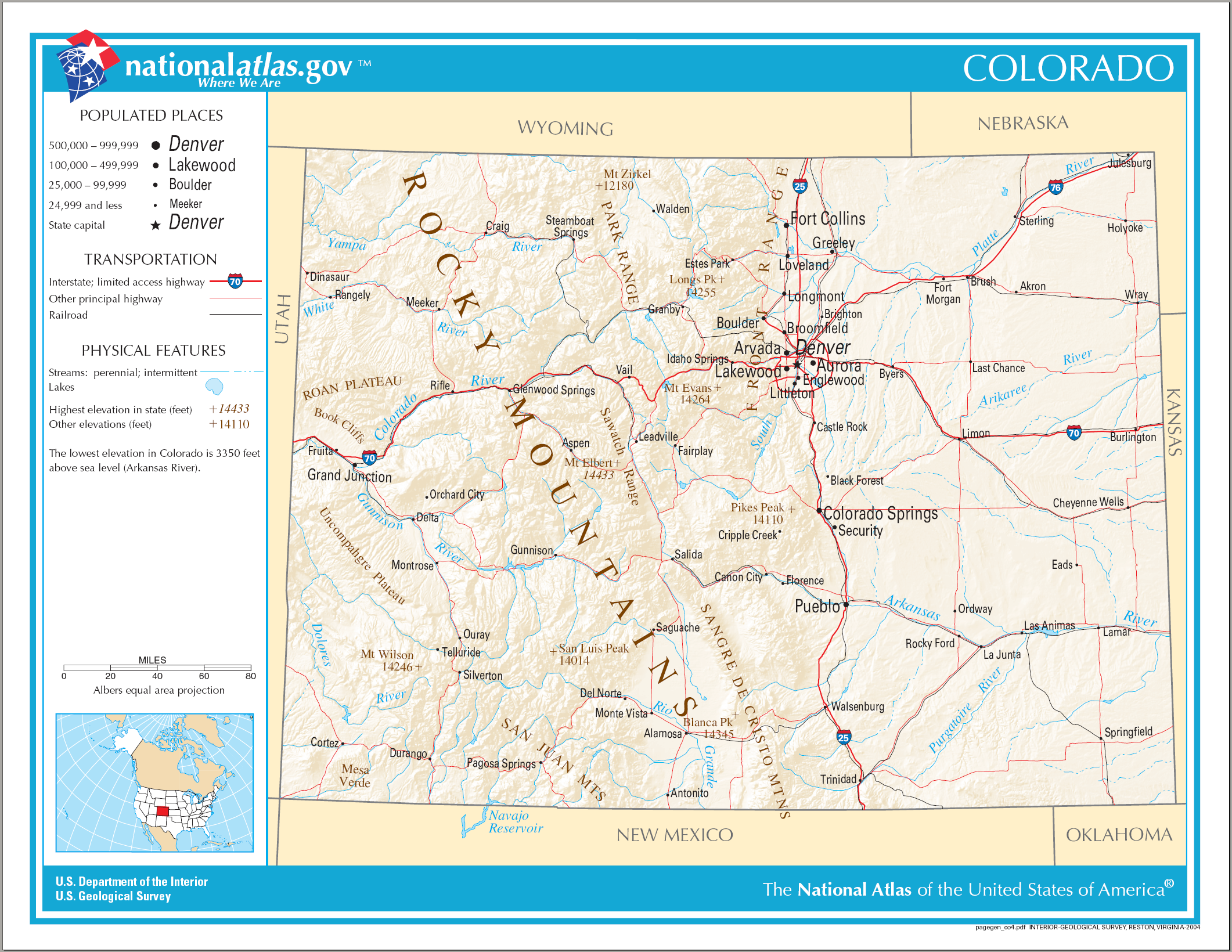
Karte von Colorado

Denver, die Hauptstadt von Colorado

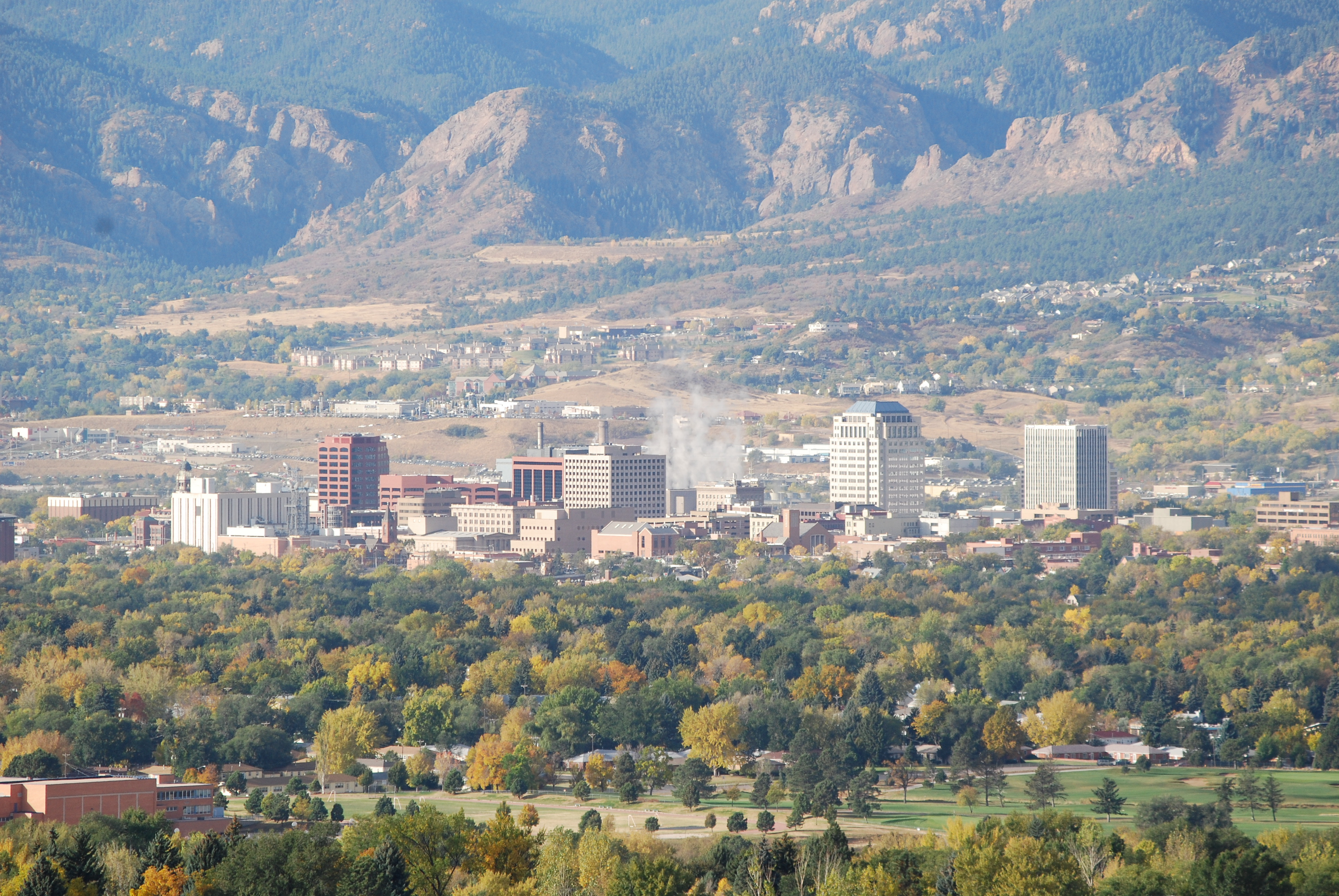
Colorado Springs

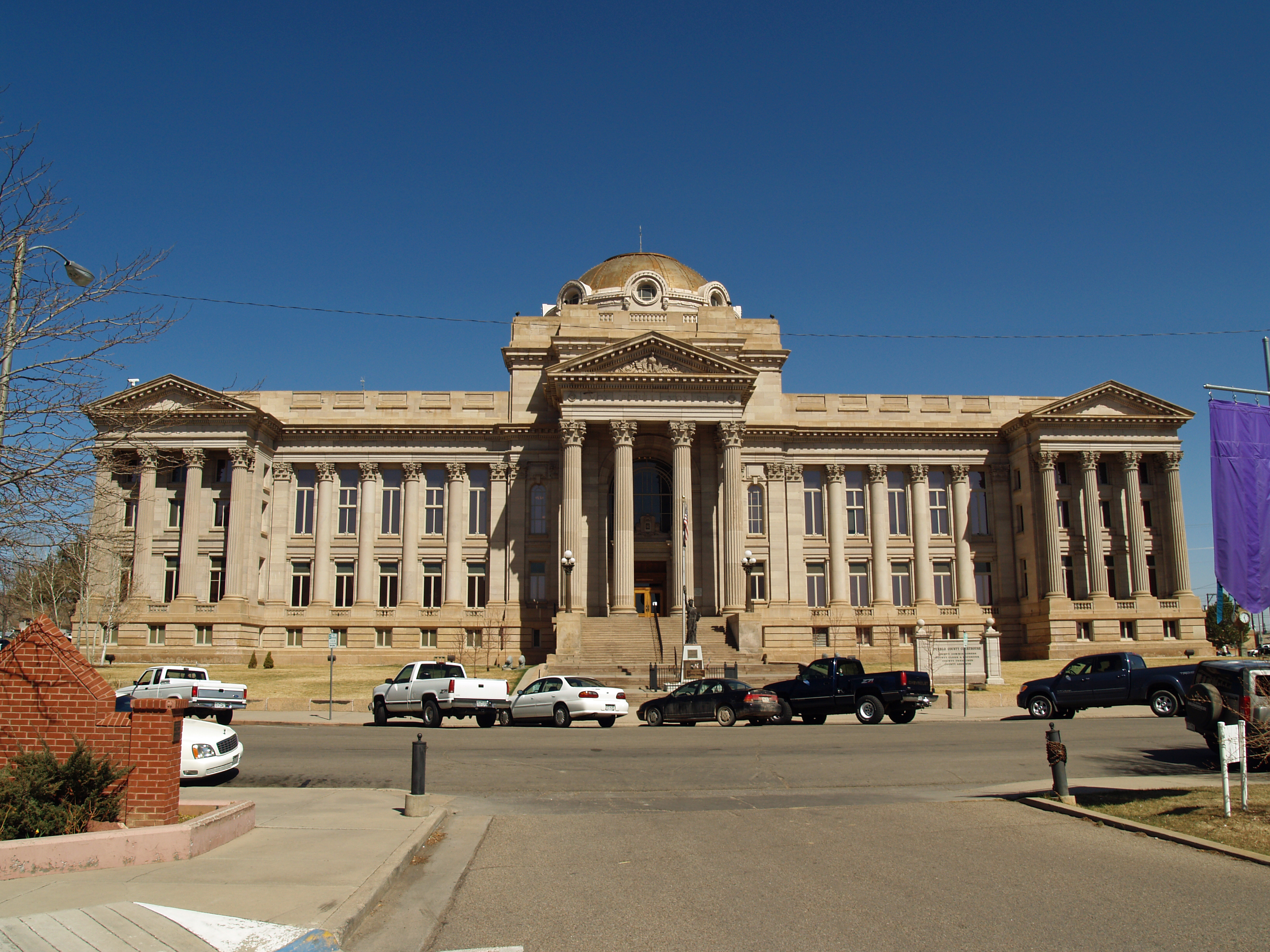
Pueblo

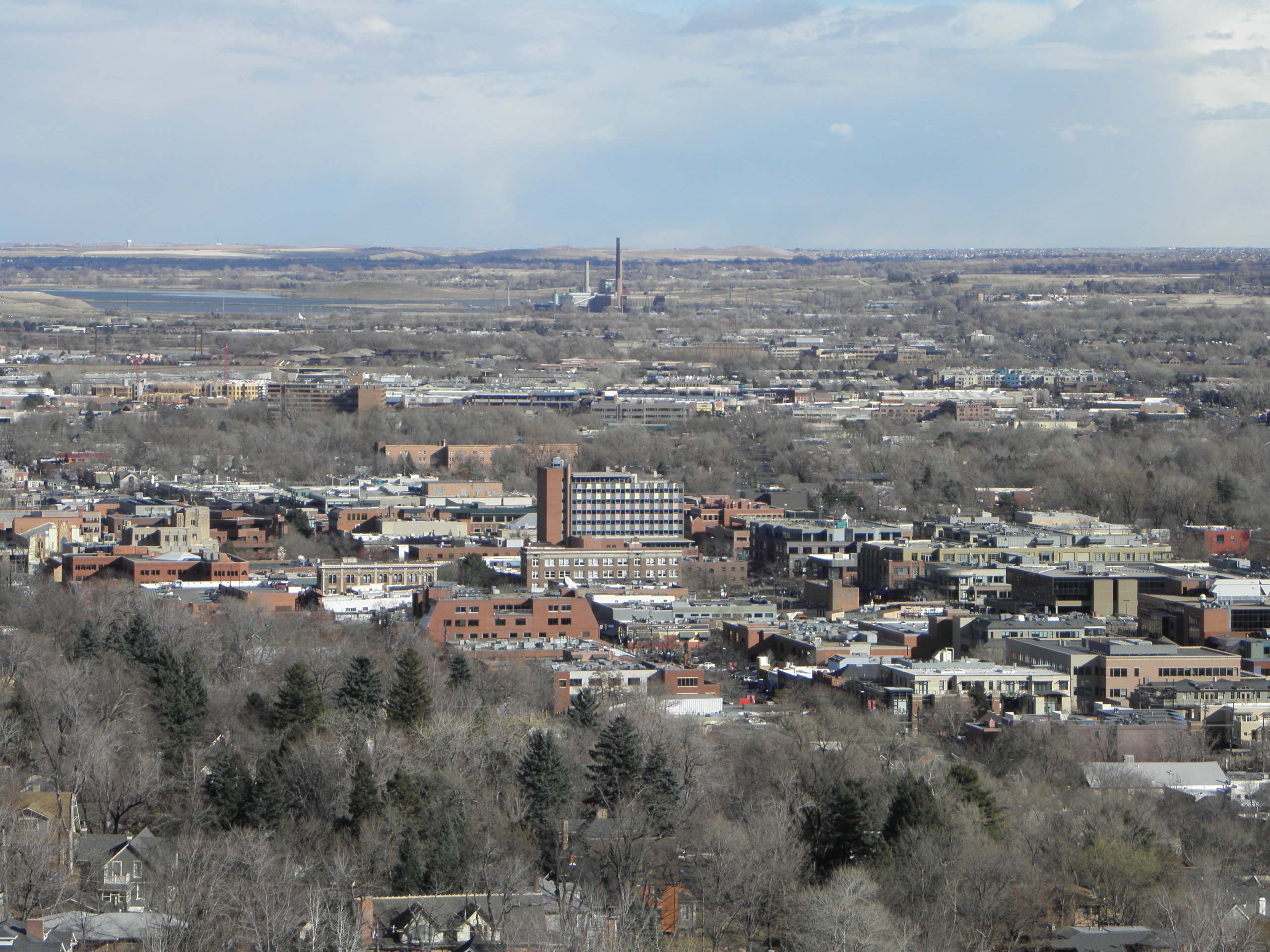
Boulder

Die folgende Liste zeigt alle Kommunen und Siedlungen im US-Bundesstaat Colorado. Diese kommen in den Gemeindeformen "City" und "Town" für selbstverwaltete Kommunen (incorporate communities) vor; daneben gibt es noch den Status "Census-designated place" (CDP) für größere nicht selbstverwaltete Siedlungen mit meist eigener Postleitzahl.
Die obere Tabelle enthält die Orte, die bei der Volkszählung im Jahr 2020 mehr als 15.000 Einwohner hatten. Zum Vergleich sind hier auch die Daten der Volkszählung im Jahr 2010 und 2000 aufgeführt. Die Rangfolge entspricht den Zahlen von 2010.
| Rang (2020) | Ort                | Einwohner 2020 | Einwohner 2010 | Einwohner 2000 | Typ  | County(s)                    |
| ----------- | ------------------ | -------------- | -------------- | -------------- | ---- | ---------------------------- |
| 1           | Denver             | 715.522        | 599.454        | 553.691        | City | Denver City and County       |
| 2           | Colorado Springs   | 478.961        | 417.450        | 361.151        | City | El Paso                      |
| 3           | Aurora             | 386.261        | 325.078        | 276.449        | City | Adams, Arapahoe, Douglas     |
| 4           | Fort Collins       | 169.810        | 143.986        | 119.412        | City | Larimer                      |
| 5           | Lakewood           | 155.984        | 142.980        | 144.370        | City | Jefferson                    |
| 6           | Thornton           | 141.867        | 118.772        | 82.035         | City | Adams                        |
| 7           | Arvada             | 124.402        | 106.433        | 102.365        | City | Jefferson                    |
| 8           | Westminster        | 116.317        | 106.114        | 100.977        | City | Adams, Jefferson             |
| 9           | Pueblo             | 111.876        | 106.595        | 102.139        | City | Pueblo                       |
| 10          | Greeley            | 108.795        | 92.953         | 77.954         | City | Weld                         |
| 11          | Centennial         | 108.418        | 100.391        | 102.673        | City | Arapahoe                     |
| 12          | Boulder            | 108.250        | 97.613         | 94.571         | City | Boulder                      |
| 13          | Highlands Ranch    | 103.444        | 96.713         | 70.931         | CDP  | Douglas                      |
| 14          | Longmont           | 98.885         | 86.270         | 71.248         | City | Boulder, Weld                |
| 15          | Loveland           | 76.378         | 67.005         | 51.308         | City | Larimer                      |
| 16          | Broomfield         | 74.112         | 55.889         | 39.193         | City | Broomfield                   |
| 17          | Castle Rock        | 73.158         | 48.231         | 20.323         | Town | Douglas                      |
| 18          | Grand Junction     | 65.560         | 58.566         | 45.482         | City | Mesa                         |
| 19          | Commerce City      | 62.418         | 45.913         | 20.950         | City | Adams                        |
| 20          | Parker             | 58.512         | 45.352         | 23.630         | Town | Douglas                      |
| 21          | Littleton          | 45.652         | 41.624         | 40.435         | City | Arapahoe, Douglas, Jefferson |
| 22          | Brighton           | 40.083         | 33.352         | 21.009         | City | Adams, Weld                  |
| 23          | Security-Widefield | 38.639         | 32.882         | 29.845         | CDP  | El Paso                      |
| 24          | Northglenn         | 38.131         | 35.789         | 32.223         | City | Adams, Weld                  |
| 25          | Dakota Ridge       | 33.892         | 32.005         | -              | CDP  | Jefferson                    |
| 26          | Ken Caryl          | 33.811         | 32.438         | 30.887         | CDP  | Jefferson                    |
| 27          | Englewood          | 33.659         | 30.255         | 31.792         | City | Arapahoe                     |
| 28          | Pueblo West        | 33.086         | 29.637         | 16.899         | CDP  | Pueblo                       |
| 29          | Windsor            | 32.716         | 18.644         | 10.095         | Town | Larimer, Weld                |
| 30          | Wheat Ridge        | 32.398         | 30.166         | 32.915         | City | Jefferson                    |
| 31          | Lafayette          | 30.411         | 24.453         | 23.187         | City | Boulder                      |
| 32          | Erie               | 30.038         | 18.177         | 6.358          | Town | Boulder, Weld                |
| 33          | Fountain           | 29.802         | 25.899         | 15.300         | City | El Paso                      |
| 34          | Columbine          | 25.229         | 24.280         | 24.095         | CDP  | Arapahoe, Jefferson          |
| 35          | Four Square Mile   | 22.872         | 19.766         | 14.175         | CDP  | Arapahoe                     |
| 36          | Evans              | 22.165         | 18.537         | 10.140         | City | Weld                         |
| 37          | Louisville         | 21.226         | 18.376         | 18.989         | City | Boulder                      |
| 38          | Clifton            | 20.413         | 19.889         | 17.345         | CDP  | Mesa                         |
| 39          | Golden             | 20.399         | 18.867         | 17.177         | City | Jefferson                    |
| 40          | Montrose           | 20.291         | 19.132         | 12.928         | City | Montrose                     |
| 41          | Cimarron Hills     | 19.311         | 16.161         | 15.194         | CDP  | El Paso                      |
| 42          | Sherrelwood        | 19.228         | 18.287         | 17.657         | CDP  | Adams                        |
| 43          | Durango            | 19.071         | 16.887         | 14.474         | City | La Plata                     |
| 44          | Fort Carson        | 17.693         | 13.997         | 10.566         | CDP  | El Paso                      |
| 45          | Johnstown          | 17.303         | 9.862          | 4.641          | Town | Larimer, Weld                |
| 46          | Cañon City         | 17.141         | 16.410         | 15.555         | City | Fremont                      |
| 47          | Firestone          | 16.381         | 10.199         | 2.359          | Town | Weld                         |
| 48          | Greenwood Village  | 15.691         | 13.919         | 11.297         | City | Arapahoe                     |
| 49          | Welby              | 15.553         | 14.846         | 12.973         | CDP  | Adams                        |
| 50          | Black Forest       | 15.097         | 13.116         | 10.210         | CDP  | El Paso                      |

Alle anderen Siedlungen in Colorado sortiert nach Gemeindeform in jeweils alphabetischer Reihenfolge:
Citys
| - Alamosa - Aspen - Black Hawk - Brush - Burlington - Cherry Hills Village - Cortez - Craig - Cripple Creek - Dacono | - Delta - Divide - Edgewater - Estes Park - Federal Heights - Florence - Fort Lupton - Fort Morgan - Fruita - Glendale | - Glenwood Springs - Greenwood Village - Gunnison - Holyoke - Idaho Springs - La Junta - Lamar - Las Animas - Leadville - Loma | - Lone Tree - Mack - Manitou Springs - Monte Vista - Ouray - Rifle - Salida - Sheridan - Steamboat Springs - Sterling | - Trinidad - Victor - Walsenburg - Woodland Park - Wray - Yuma |

Towns

A – G
| - Aguilar - Akron - Alma - Antonito - Arriba - Ault - Avon - Basalt - Bayfield - Bennett - Berthoud - Bethune - Blanca - Blue River - Bonanza | - Bond - Boone - Bow Mar - Branson - Breckenridge - Brookside - Buena Vista - Calhan - Campo - Carbondale - Cedaredge - Center - Central City - Cheraw - Cheyenne Wells | - Coal Creek - Cokedale - Collbran - Columbine Valley - Crawford - Creede - Crested Butte - Crestone - Crook - Crowley - De Beque - Deer Trail - Del Norte - Dillon - Dinosaur | - Dolores - Dove Creek - Eads - Eagle - Eaton - Eckley - Elizabeth - Empire - Fairplay - Flagler - Fleming - Fowler - Foxfield - Fraser | - Frederick - Frisco - Garden City - Genoa - Georgetown - Gilcrest - Granada - Granby - Grand Lake - Green Mountain Falls - Grover - Gypsum |

H – O
| - Hartsel - Haswell - Haxtun - Hayden - Hillrose - Holly - Hooper - Hot Sulphur Springs - Hotchkiss - Hudson - Hugo - Ignacio - Illiff - Jamestown | - Johnstown - Julesburg - Keenesburg - Kersey - Kim - Kiowa - Kit Carson - Kremmling - La Jara - La Salle - La Veta - Lake City - Lake George - Lakeside | - Lamar - Larkspur - Leadville - Limon - Lochbuie - Log Lane Village - Lyons - Manassa - Mancos - Manzanola - Marble - Mead - Meeker - Merino | - Milliken - Minturn - Moffat - Monte Vista - Montezuma - Monument - Morrison - Mt. Crested Butte - Mountain View - Mountain Village - Naturita - Nederland - New Castle - No Name | - Norwood - Nucla - Nunn - Oak Creek - Olathe - Olney Springs - Ophir - Orchard City - Ordway - Otis - Ouray - Ovid |

P – Z
| - Pagosa Springs - Palisade - Palmer Lake - Paoli - Paonia - Parachuate - Peetz - Pierce - Pitkin - Platteville - Poncha Springs | - Pritchett - Ramah - Rangely - Raymer - Red Cliff - Rico - Ridgway - Rockvale - Rocky Ford - Romeo - Rye | - Saguache - San Luis - Sanford - Sawpit - Sedgwick - Seibert - Severance - Sheridan Lake - Silt - Silver Cliff - Silver Plume | - Silverthorne - Silverton - Simla - Snowmass Village - South Fork - Springfield - Starkville - Stratton - Sugar City - Superior - Swink | - Timnath - Two Buttes - Vail - Victor - Vilas - Vona - Walden - Walsenburg - Walsh - Ward |

Census-designated places (CDP)
| - Acres Green - Air Force Academy - Alamosa East - Allenspark - Applewood - Arboles - Aristocrat Ranchettes - Aspen Park - Atwood - Avondale - Battlement Mesa - Berkley - Beulah Valley - Black Forest - Buckeye - Byers | - Campion - Carriage Club - Cascade-Chipita Park - Castle Pines - Coal Creek (Boulder) - Colorado City - Cottonwood - Derby - Downieville - Eagle-Vail - East Pleasant View - Edwards - El Jebel - Eldora - Eldorado Springs - Evergreen | - Fort Garland - Franktown - Fruitvale - Genesee - Gleneagle - Gold Hill - Grand View Estates - Gunbarrel - Heritage Hills - Indian Hills - Keystone - Kittredge - Laporte - Leadville North - Lincoln Park | - Loghill Village - Louviers - Meridian - Niwot - North Washington - Orchard Mesa - Padroni - Penrose - Perry Park - Ponderosa Park - Red Feather Lakes - Redlands - Roxborough Park - Salt Creek - Sedalia - St. Mary's | - Stonegate - Strasburg - Stratmoor - Tabernash - The Pinery - Todd Creek - Towaoc - Twin Lakes (Adams) - Waverly - Welby - West Pleasant View - Westcreek - Woodmoor |